# Yohl Ik'nal
Titre
Reine de Palenque
Yohl Ikʼnal , également connue sous le nom de Lady Kan Ik et Lady Kʼanal Ikʼnal, (décédée le 7 novembre 604) est la reine régnante de la cité-état maya de Palenque. Elle accède au trône le 23 décembre 583 et régne jusqu'à sa mort,,,.

## Famille
Yohl Ikʼnal est la grand-mère ou l'arrière-grand-mère de Kʼinich Janaab Pakal Ier, le plus grand roi de Palenque,. Elle est la descendante de Kʼukʼ Bahlam I, le fondateur de la dynastie Palenque et elle arrive au pouvoir moins d'un an après la mort de son prédécesseur, Kan Bahlam I,.

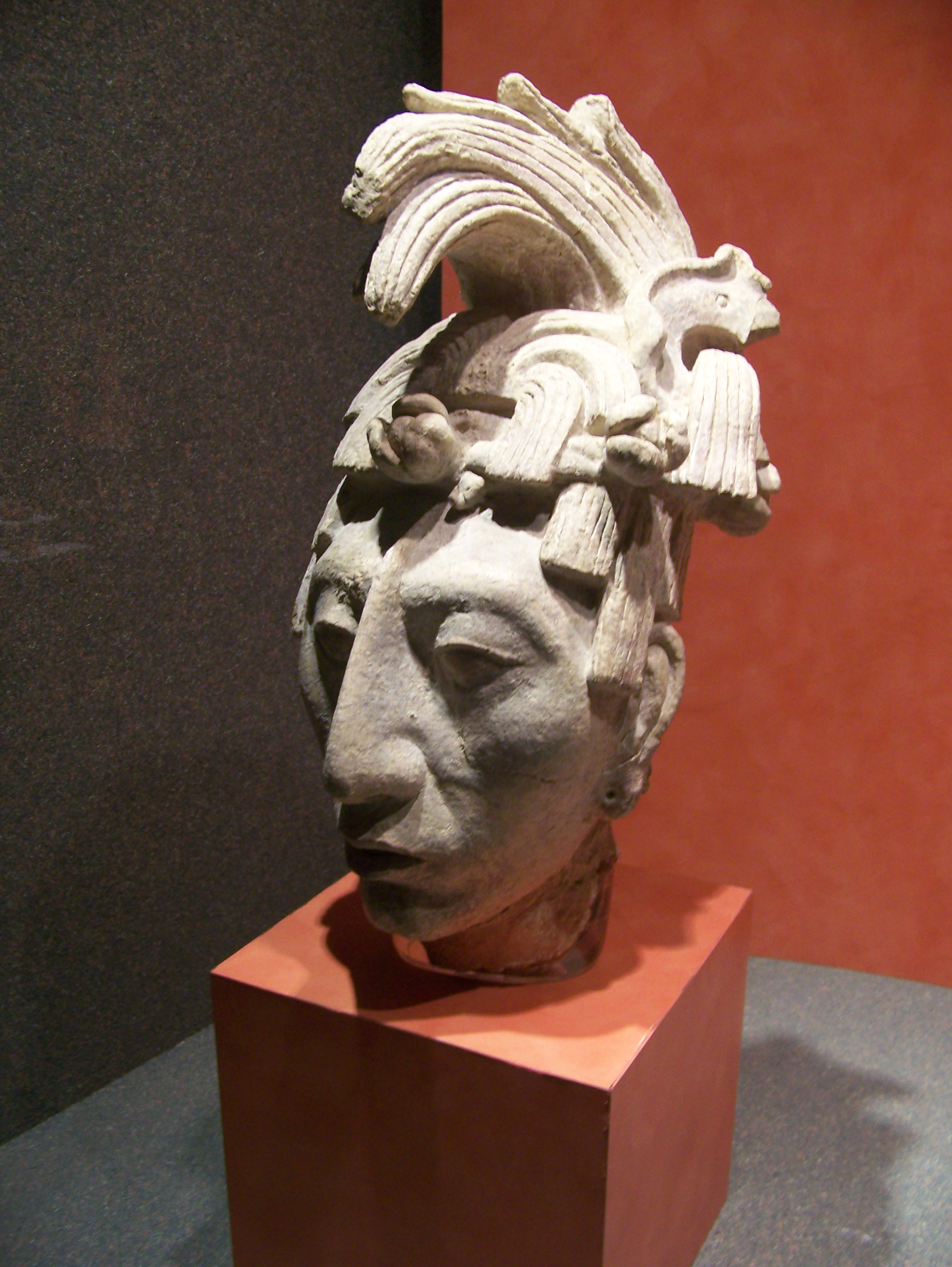
Kʼinich Janaab Pakal I, petit-fils ou arrière-petit-fils de Yohl Ikʼnal

Elle est la première femme dirigeante de l'histoire maya enregistrée et l'une des rares femmes dirigeantes connues de l'histoire maya à avoir porté un titre royal,,. Elle accède au trône en raison de circonstances extrêmement inhabituelles, dont nous ne connaissons aucun détail. Elle est l'une des deux femmes à avoir gouverné Palenque, la deuxième est sa fille ou sa petite-fille Sak Kʼukʼ et est probablement soit la sœur, soit, plus probablement, la fille de Kan Bahlam, qui n'a laissé aucun héritier mâle. Son mari ou son fils est Janaab' Pakal,,.

## Règne
Sous le règne de Yohl Ikʼnal, Palenque subit une importante défaite face à la cité Calakmul, l'une des deux grandes puissances mayas de la période classique. La bataille a lieu le 23 avril 599 mais Yohl Ikʼnal règne encore plusieurs années et meurt en 604. Après la défaite, Palenque a apparemment conservé son identité politique mais Yohl Ikʼnal a probablement dû rendre hommage aux ajaw de Calakmul Il y a des indications que Yohl Ikʼnal ou son successeur se sont rebellés avec succès contre la domination de Calakmul avant 611.
L'archéologue Merle Greene Robertson a suggéré qu'une tombe voûtée sous le temple 20 à Palenque est celle de la reine Yohl Ikʼnal. Elle est considérée comme suffisamment importante pour être représentée deux fois sur le sarcophage de son petit-fils ou arrière-petit-fils Kʼinich Janaab Pakal I et pour être sculptée en stuc sur le mur de sa tombe,.

## Remarques
1. ↑  The ruler's name, when transcribed is IX-(Y)O꞉L-la IKʼ-NAL-la, translated as "Lady Heart of the Wind Place".
2. ↑  These are the dates indicated on the Maya inscriptions in Mesoamerican Long Count calendar, Acceded: 9.7.10.3.8 9 Lamat 1 Muwan and Died: 9.8.11.6.12 2 Eb 20 Keh, using the GMT+2 correlation and the proleptic Gregorian calendar.